# Stade Célio de Barros
Le stade Célio de Barros, en portugais Estádio de Atletismo Célio de Barros est un stade d'athlétisme situé à Rio de Janeiro au Brésil.

## Histoire
Créé en 1954, il dispose pour la première fois en Amérique du Sud d'une piste de 400 mètres, au lieu de 500 qui était la norme jusque-là. Il est rénové en 1974 et devient le premier stade d'Amérique du Sud à bénéficier d'une piste synthétique.
Le stade possède une capacité de 9 143 personnes. Il fait partie du complexe sportif de Maracanã.
Dans les années 1950, le champion olympique de triple saut Adhemar da Silva s'y entraîne. En 1981, Joaquim Cruz y bat le record du monde junior du 800 mètres.
Entre 1996 et 2001 s'y déroulé le meeting international Grande Premio Brasil Caixa de Atletismo.
En 2000 le stade accueille les 9es Championnats ibéro-américains d'athlétisme.
En janvier 2013 le stade est fermé en raison des préparatifs pour la Coupe du monde de football de 2014. La piste est arrachée et le site est utilisé comme aire de stationnement.